# Josep Laporte i Salas
Josep Laporte i Salas (Reus, Baix Camp, 18 de març de 1922 - Barcelona, 15 de febrer de 2005) fou un polític i catedràtic de farmacologia català.

## Biografia
Era fill de Sebastià Laporte Vilà, economista, i d'Antònia Salas Olivé, tots dos de Reus. Va estudiar Medicina a la Universitat de Barcelona (1939-1945). Es va interessar per la fisiologia l'endocrinologia clínica i finalment va especialitzar-se en farmacologia, disciplina a la qual va dedicar la seva carrera professional. El 1953 va rebre el Premi Josep Massot i Palmés que de manera encara clandestina atorgava l'Institut d'Estudis Catalans; el treball premiat versava sobre farmacologia de la coagulació de la sang. El 1957 es va doctorar amb la tesi Interrelaciones farmacodinámicas de la hormona tiroidea, per la qual va rebre el Premi Gregorio Marañón de l'Acadèmia Médico-Quirúrgica Espanyola, a més del Premi Extraordinari de doctorat d'aquell any. Era deixeble de l'escola de Francisco García-Valdecasas i va ampliar la seva formació amb els farmacòlegs William Paton (a Oxford) i Silvio Garattini (a Milà).
Va ser catedràtic de Farmacologia a les facultats de Medicina de Cadis (llavors part de la Universitat de Sevilla), de València i de la Universitat Autònoma de Barcelona, de la qual va ser rector els anys 1976 i 1977. Va presidir l'Acadèmia de Ciències Mèdiques de Catalunya i de Balears, de 1970 a 1974, i la Reial Acadèmia de Medicina de Catalunya, de 1993 a 2002, any en què va ser elegit president de l'Institut d'Estudis Catalans.
L'any 1992 va rebre la Sirga d'Or, guardó que atorga el Centre d'Estudis de la Ribera d'Ebre i el 1996 fou guardonat amb la Creu de Sant Jordi.
Va morir a Barcelona el 15 de febrer del 2005 a causa d'un atac cardíac que va patir en el decurs d'un acte oficial en el Palau de la Generalitat. La ciutat de Reus li va concedir el nomenament de fill il·lustre.

## Activitat política
El 1980 va ser elegit diputat a les eleccions al Parlament de Catalunya, com a independent a les llistes de Convergència i Unió i el president Jordi Pujol el va nomenar conseller de Salut i Seguretat Social a l'hora de formar govern. Reelegit diputat a les eleccions del 1984, es va mantenir com a conseller.
El 1988 fou cap de llista de CiU per la circumscripció de Tarragona i va ser nomenat conseller d'Ensenyament, càrrec que va ocupar fins al 1992. Durant aquest últim període es van crear les Universitats de Girona, Lleida i la Rovira i Virgili de Tarragona.